# Donji Koncovčak
Donji Koncovčak – wieś w Chorwacji, w żupanii medzimurskiej, w gminie Selnica. W 2011 roku liczyła 303 mieszkańców.